# Dascalina aegrota
Dascalina aegrota är en insektsart som beskrevs av Melichar 1902. Dascalina aegrota ingår i släktet Dascalina och familjen Flatidae. Inga underarter finns listade i Catalogue of Life.